# Upplands runinskrifter 495
Upplands runinskrifter 495 är fem runstensfragment i Husby-Långhundra kyrka, Husby-Långhundra socken och Knivsta kommun. De fem fragmenten är sammanfogade och inmurade på två ställen i kyrkomuren. En del av inskriften är borta eller otolkad. Enligt informationsskylt på platsen har stenen legat som tröskel i kyrkan.

## Inskriften
Translitterering av runraden:
...-iʀ × auk × inki[f](a)(s)(t)(r) [× auk] × [inki]muntr × þaiʀ × uaʀu × (b)(r)[uþr ×] suniʀ × s-... ×
Normalisering till runsvenska:
... ok Ingifastr ok Ingimundr, þæiʀ vaʀu brøðr, syniʀ ...
Översättning till nusvenska:
... och Ingefast och Ingemund, de voro bröder, söner...